# Ernst Tantzen
Ernst Ortgies Tantzen (né le 3 avril 1857 à Heering-sur-le-Weser et mort le 1er décembre 1926 à Oldenbourg) est un homme politique libéral du grand-duché d'Oldenbourg et de l'État libre d'Oldenbourg.

## Famille
La famille Tantzen fait partie des dignitaires de la région d'Oldenbourg.Son grand-père Hergen Tantzen (1789-1853) et son père Theodor Tantzen l'Ancien (de) (1834-1893) sont membres du parlement de l'État, son frère Theodor Tantzen le Jeune (de) (1877-1947) est ministre-président d'Oldenbourg de 1919 à 1923 et de 1945 à 1946.
Ernst Tantzen se marie le 18 avril 1890  avec Sophie Henriette née von Münster (20 avril 1865 -21 novembre 1943), la fille de Ernst Georg Wilhelm von Münster et Margarete Sophie Adele née Martens.

## Biographie
Au début, Ernst Tantzen travaille comme homme au foyer et chef de communauté à Stollhamm. À l'époque de l Empire, il appartient au Parti populaire progressiste. Pendant la République de Weimar, il devient membre du Parti démocratique allemand. De 1896 à 1925, il est membre de son parti au parlement oldenbourgeois (de). Entre 1905 et 1919, il est vice-président et de 1919 à 1920, il est président du parlement de l'État.
Dans le premier parlement d'État de l'État libre d'Oldenbourg, il est président du comité constitutionnel et a une grande influence sur la rédaction de la nouvelle constitution de l'État libre.
Il est membre du tribunal administratif supérieur d'Oldenbourg depuis sa création en 1906. Jusqu'en 1909, il est impliqué dans la chambre d'agriculture d'Oldenbourg. L'association des éleveurs du cheval d'Oldenbourg en a fait un membre honoraire après de nombreuses années d'adhésion.